# Liam Kavanagh
Liam Kavanagh (* 9. Dezember 1935; † 13. Dezember 2021) war ein irischer Politiker der Irish Labour Party.

## Biografie
Kavanagh, der als Mitarbeiter der Steuereinnahmestelle im öffentlichen Dienst tätig war, begann seine nationale politische Laufbahn als Kandidat der Irish Labour Party 1969 mit der erstmaligen Wahl zum Abgeordneten (Teachta Dála) des Unterhauses (Dáil Éireann). Dort vertrat er nach acht anschließenden Wiederwahlen 28 Jahre die Interessen des Wahlkreises Wicklow bis 1997.
Als solcher wurde er nach dem Beitritt Irlands 1973 und 1977 auch zum Vertreter im Europäischen Parlament delegiert. 1979 wurde er schließlich auch zum Mitglied des 1. Europäischen Parlamentes gewählt. Diesem gehörte er bis zu seinem Rücktritt sowie seiner Ablösung durch Séamus Pattison bis Juni 1981 an.
Nach seinem Rücktritt wurde er am 30. Juni 1981 von Premierminister (Taoiseach) Garret FitzGerald zum Arbeitsminister und Minister für den öffentlichen Dienst in der Koalitionsregierung von Fine Gael und Irish Labour Party ernannt. Dieses Amt bekleidete er bis zum Ende der Amtszeit von FitzGerald am 9. März 1982.
In der zweiten Koalitionsregierung von Fine Gael und Irish Labour Party ernannte ihn Taoiseach FitzGerald am 14. Dezember 1982 zunächst wieder zum Arbeitsminister. Im Rahmen einer Kabinettsumbildung erfolgte dann am 13. Dezember 1983 seine Ernennung zum Umweltminister. Zuletzt war er in dieser Regierung noch vom 14. Februar 1986 bis zu seinem Rücktritt am 20. Januar 1987 Minister für Tourismus, Fischerei und Forstwirtschaft.
Zuletzt war Kavanagh während seiner letzten Legislaturperiode im Dáil von Mai 1993 bis Januar 1995 sowie von März 1995 bis Mai 1997 Stellvertretender Vorsitzender des Unterhausausschusses für staatlich unterstützte Körperschaften (State Sponsored Bodies Committee).